# Ungarische Beachhandball-Nationalmannschaft der Männer
Die ungarische Beachhandball-Nationalmannschaft der Männer repräsentiert den ungarischen Handball-Verband als Auswahlmannschaft auf internationaler Ebene bei Länderspielen im Beachhandball gegen Mannschaften anderer nationaler Verbände. Den Kader nominiert der Nationaltrainer.
Als Unterbau fungieren die Nationalmannschaft der Junioren und die Nationalmannschaft der männlichen Jugend. Das weibliche Pendant ist die ungarische Beachhandball-Nationalmannschaft der Frauen.

## Geschichte
Die Nationalmannschaft wurde zu Beginn der 2000er Jahre gegründet und nahm im Rahmen der Europameisterschaften 2002 erstmals an einer internationalen Meisterschaft teil. Sie ist eine der erfolgreichsten Mannschaften in Europa und der Welt. Sie hat mehrere internationale Medaillen, bislang aber noch keine Titel, gewonnen. Größte Erfolge waren der Gewinn der Bronzemedaillen bei den World Games 2009, den Weltmeisterschaften 2010 sowie der zweifache Einzug in das Finale bei Europameisterschaften.

## Trainer
| Cheftrainer - 2004: József Farkas - 2005–2008: János Kakas - 2009–2013: Ákos Vártok - seit 2014: István Gulyás | Co-Trainer - 2005–2008: Ákos Vártok - seit 2009: Tamás Hajdú |

## Teilnahmen
| World Games - 2001: keine Teilnahme - 2005: nicht qualifiziert - 2009: 3. - 2013: nicht qualifiziert - 2017: 4. - 2022: nicht qualifiziert World Beach Games - 2019: 6. - 2023: | Weltmeisterschaften - 2004: 6. - 2006: 5. - 2008: 7. - 2010: 2. - 2012: nicht qualifiziert - 2014: nicht qualifiziert - 2016: 4. - 2018: 3. - 2020: qualifiziert, ausgefallen - 2022: nicht qualifiziert | Europameisterschaften - 2000: keine Teilnahme - 2002: 15. - 2004: 6. - 2006: 2. - 2007: 3. - 2009: 3. - 2011: 5. - 2013: 7. - 2015: 4. - 2017: 4. - 2019: 3. - 2021: 9. | EHF Championship - 2022: 2. |

- EM 2002[1]: János Borbás • Norbert Gera • Imre Kiss • Ferenc Komenik • Levente Nagy • József Ördögh • Rudolf Szabó • Zsolt Szabó • András Vajda • Árpád Vörös
- EM 2004[2]: Imre Bessenyei • István Bődy • Ferenc Császár • Tamás Erős • Gyula Köteles • Károly Mikus • Zoltán Németh • Zsolt Ocsovai • Ákos Presinszki • Zsolt Presinszki • Attila Réti • Donát Warvasovszky
- WM 2004: Imre Bessenyei • István Bődy • Ferenc Császár • Tamás Erős • Gábor Kertész • Gyula Köteles • Zoltán Németh • Zsolt Ocsovai • Ákos Presinszki • Zsolt Presinszki • Attila Réti • Donát Warvasovszky
- EM 2006[3]: Gábor Báthori • Ferenc Császár • Tamás Erős • Tamás Hajdú • István Jakab • Péter Kovács • Gyula Köteles • Zoltán Németh • Zsolt Ocsovai • Donát Warvasovszki
- WM 2006: Gábor Báthori • Máté Burik • Ferenc Császár • Tamás Hajdú • István Jakab • Péter Kovács • Gyula Köteles • Zoltán Németh • Zsolt Ocsovai • Donát Warvasovszki
- EM 2007[4]: Balázs Babicz • Ferenc Császár • Tamás Hajdú • Zoltán Hímer • László Kovácsovics • Péter Kovács • Zoltán Németh • Zsolt Ocsovai • Péter Szabó (TW) • Donát Warvasovszki
- WM 2008: Gábor Báthori • Tamás Hajdú • László Kovacsovics • Ferenc Császár • Zsolt Ocsovai • Péter Szabó (TW) • Tamás Erős • Donát Warvasovszki • Zoltán Hímer • Zoltán Németh
- EM 2009[5]: Balázs Babicz • Ferenc Császár • Zoltán Hímer • András John • László Kovácsovics • Péter Kovács • Norbert Musits • Péter Szabó (TW) • Evin Tuba Kovács (TW) • Donát Warvasovszky
- WG 2009: Balázs Babicz • Ferenc Császár • Zoltán Hímer • András John • László Kovácsovics • Péter Kovács • Norbert Musits • Péter Szabó (TW) • Evin Tuba Kovács (TW) • Donát Warvasovszky • Ersatz: Zoltán Németh
- WM 2010: József Ambrus • Balázs Babicz • Ferenc Császár • Máté Gábori • István Jakab • András John • Norbert Józsa • László Kovácsovics • Péter Kovács • Bence Putics
- EM 2011[6]: József Ambrus • Balázs Babicz • Ferenc Császár • Máté Gábori • András John • Norbert Józsa • László Kovácsovics • Bence Putics • Ervin Tuba Kovács (TW) • Renátó Nikolicza
- EM 2013[7]: Balázs Babicz • Máté Gábori • István Jakab • András John • László Kovácsovics • Attila Kun • András Nagy • Balázs Pozsgai • Norbert Vitáris (TW) • Patrik Vizes
- EM 2015[8]: Mihály Fehér • Máté Gábori • András John • Attila Kun • András Nagy • Balázs Pozsgai • Bence Priczel • Roland Tokai • Norbert Vitáris (TW) • Patrik Vizes
- WM 2016: Mihály Fehér • Máté Gábori • Norbert Gyene • Péter Hajdú • András John • Attila Kun • András Nagy • László Nahaj (TW) • Bence Priczel • Patrik Vizes
- EM 2017[9]: Ádám Balogh (TW) • Máté Gábori • Norbert Gyene • András John • Attila Kun • András Nagy • Bence Priczel • Norbert Vitáris (TW) • Patrik Vizes • Bence Zakics
- WG 2017[10]: Máté Gábori • Norbert Gyene • András John • Attila Kun • András Nagy • László Nahaj (TW) • Bence Priczel • Norbert Vitáris (TW) • Patrik Vizes • Bence Zakics
- WM 2018: Ádám Balogh (TW) • Norbert Gyene • Péter Hajdú • András John • Attila Kun • Bence Priczel • Roland Tokai • Patrik Vizes • Bence Zakics
- EM 2019[11]: Ádám Balogh (TW) • Norbert Gyene • Péter Hajdú • András John • Attila Kun • Viktor Melnicsuk • Alex Németh • Bence Priczel • Roland Tokai • Norbert Vitáris (TW) • Patrik Vizes • Bence Zakics
- WBG 2019[12]: Ádám Balogh (TW) • Norbert Gyene • Péter Hajdú • András John • Attila Kun • Viktor Melnicsuk • Bence Priczel • Norbert Vitáris (TW) • Patrik Vizes • Bence Zakics
- EM 2021[13]: Ádám Balogh (TW) • Bence Fodor • Norbert Gyene • Péter Hajdú • András John • Attila Kun • Viktor Melnicsuk • Bence Priczel • Péter Valler • Norbert Vitáris (TW) • Patrik Vizes • Bence Zakics

## Aktueller Kader

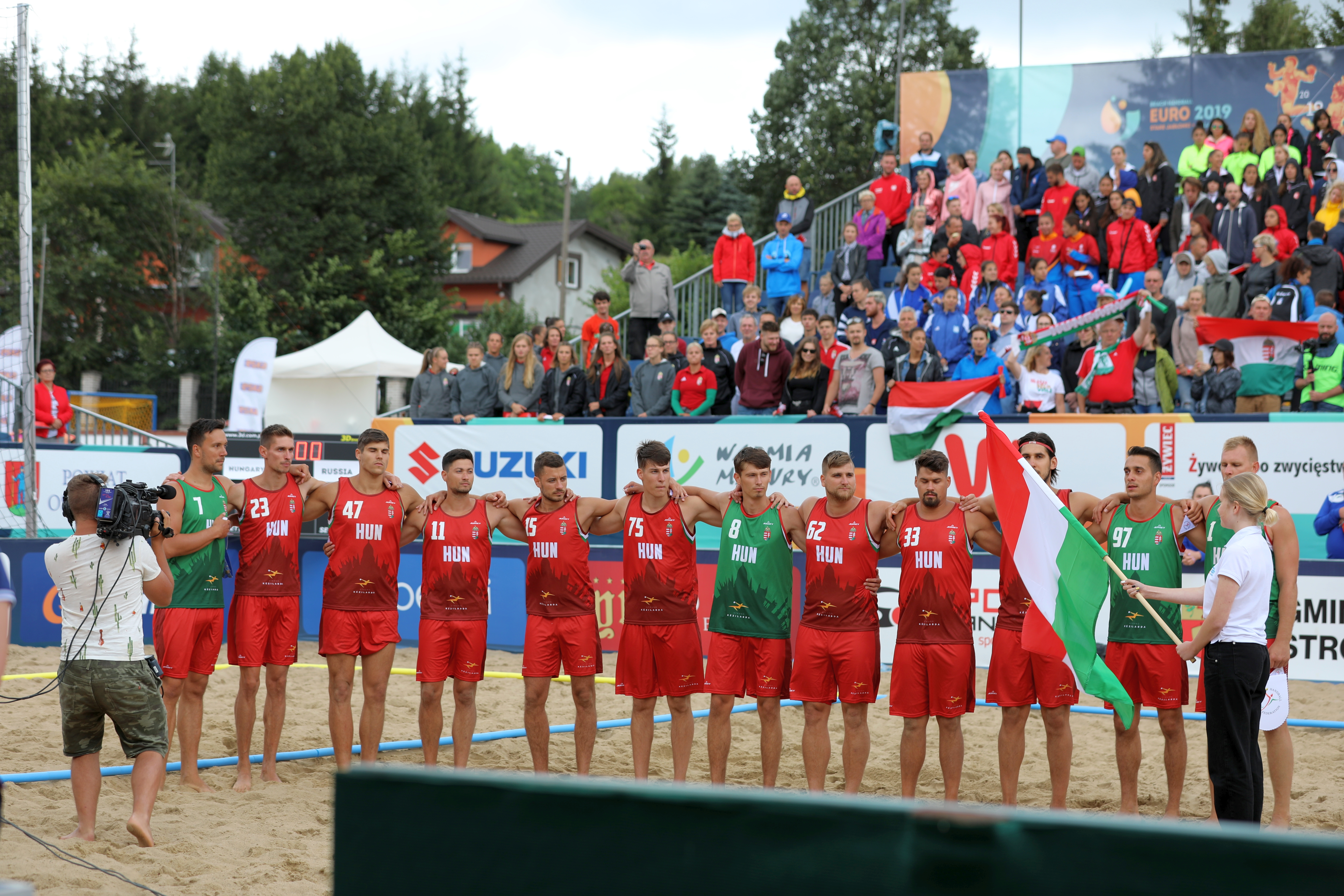
Die ungarische Mannschaft vor dem Spiel um die Bronzemedaille bei den Europameisterschaften 2019

Der aktuelle Kader setzt sich aus den berufenen Spielern für die Beachhandball Euro 2019 zusammen:
- Ádám Balogh
- Norbert Gyene
- Péter Hajdú
- András John
- Viktor Melnicsuk
- Alex Németh
- Bence Priczel
- Roland Tokai
- Norbert Vitáris
- Patrik Vizes
- Bence Zakics

## Einzelbelege
1. ↑  European Handball Federation - 2002 Men's ECh Beach Handball / Final Round. Abgerufen am 18. November 2020 (englisch).
2. ↑  European Handball Federation - 2004 Men's ECh Beach Handball / Final Round. Abgerufen am 18. November 2020 (englisch).
3. ↑  European Handball Federation - 2006 Men's ECh Beach Handball / Final Round. Abgerufen am 18. November 2020 (englisch).
4. ↑  European Handball Federation - 2007 Men's ECh Beach Handball / Final Round. Abgerufen am 18. November 2020 (englisch).
5. ↑  European Handball Federation - 2009 Men's ECh Beach Handball / Final Tournament. Abgerufen am 18. November 2020 (englisch).
6. ↑  European Handball Federation - 2011 Men's ECh Beach Handball / Final Tournament. Abgerufen am 18. November 2020 (englisch).
7. ↑  European Handball Federation - 2013 Men's ECh Beach Handball / Final Tournament. Abgerufen am 18. November 2020 (englisch).
8. ↑  European Handball Federation - 2015 Men's ECh Beach Handball / Final Tournament. Abgerufen am 18. November 2020 (englisch).
9. ↑  http://history.eurohandball.com/beach/men/2017/round/1/Final+Tournament
10. ↑  Team Info. Abgerufen am 18. November 2020.
11. ↑  European Handball Federation - 2019 Men's ECh Beach Handball / Final Tournament. Abgerufen am 18. November 2020 (englisch).
12. ↑  ANOC World Beach Games: Beach Handball - Sweden vs Hungary - Men's Quarterfinals - ANOC World Beach Games Qatar 2019 - Full auf YouTube, 17. Dezember 2020, abgerufen am 25. Februar 2024 (Laufzeit: 49:09 min).
13. ↑  European Handball Federation - 2021 Men's ECh Beach Handball / Final Tournament. Abgerufen am 31. August 2021 (englisch).